# Pracovní schopnost
Pracovní schopnost je schopnost člověka vykonávat své zaměstnání, které odpovídá jeho tělesným, smyslovým a duševním schopnostem. Ohled se bere také na dosažené vzdělání a jaké má člověk zkušenosti a znalosti z předchozího zaměstnání.

## Faktory
Faktory ovlivňující pracovní schopnost:
- Zdraví
- Kompetence
- Hodnoty, postoje a motivace
- Pracoviště

Souhrn těchto faktorů se nazývá „dům pracovní schopnosti“. 

## Zaměstnávání osob se zdravotním postižením
Pokud má člověk zdravotní omezení a špatnou kvalifikaci, není to překážkou k tomu, aby mohl mít stále stabilní pracovní schopnost, pokud vykonává práci, která odpovídá jeho schopnostem. V České republice je rozšířené zaměstnávání osob se zdravotním postižením (OZP) buď na chráněných pracovištích (zaměstnávají více než 50 % OZP), nebo na otevřeném trhu práce. Touto tematikou se dosti zabývá Úřad práce.
Zaměstnávání osob se zdravotním postižením upravuje Zákon č. 435/2004 Sb., o zaměstnanosti a týká se osob, které jsou v prvním, druhém a třetím stupni invalidity. 
Výhodou pro zaměstnavatele je to, že může při zaměstnávání osob využít příspěvek na zřízení pracovního místa a příspěvek na úhradu provozních nákladů vynaložených v souvislosti se zaměstnáváním osoby se zdravotním postižením. V obou případech musí být uzavřena dohoda mezi zaměstnavatelem a úřadem práce, zaměstnavatel také musí prokázat bezdlužnost. Co se týče chráněného trhu práce, tak ve chvíli, kdy zaměstnavatel zaměstnává více než 50 % OZP, lze s úřadem práce uzavřít dohodu o jeho uznání za zaměstnavatele na chráněném trhu práce. V tomto případě získává zaměstnavatel nárok na příspěvek na podporu zaměstnávání osob se zdravotním postižením na chráněném trhu práce.